# Kunstbuchverlag
Ein Kunstbuchverlag ist ein Buchverlag, der sich ausschließlich auf die Produktion von Titeln zur Bildenden Kunst spezialisiert hat und neben Büchern zur Kunst auch Kataloge, Bildbände oder Künstlerbücher veröffentlicht.

## Allgemeines
Die Bezeichnung wurde in den 1970er Jahren eingeführt und ist nicht zu verwechseln mit dem Begriff Kunstverlag. Dieser vertreibt, wie bereits die Definition in Grimms Deutsches Wörterbuch von 1873 besagt, nur Gemälde und Grafiken und keine Bücher. Erst gegen Ende des 19. Jahrhunderts konnte sich zum einen durch den wachsenden Markt für Bildbände und Reproduktionen, zum anderen durch verfeinerte Drucktechniken ein Segment für den Kunstbuchverlag herausbilden. Im Jahr 1972 gründeten namhafte westdeutsche Verlage der Branche einen eigenen Arbeits- und Werbekreis. Der Kunstbuchverlag gehört organisatorisch zum Börsenverein des Deutschen Buchhandels, die Kunstverleger haben sich hingegen in einem eigenen Bundesverband zusammengeschlossen. Zu den ältesten Verlagen dieser Branche gehören der E. A. Seemann Verlag, Leipzig (seit 1860), sowie der Philipp von Zabern Verlag, Mainz (seit 1802).

## Wichtige Kunstbuchverlage in Deutschland
- Verlag Philipp von Zabern (1802, Mainz)
- E. A. Seemann Verlag (1860, Leipzig)
- Deutscher Kunstverlag (1921, Berlin und München)
- Prestel (1924, zunächst Frankfurt a. M., heute Stammsitz in München und Niederlassungen in London, New York und Berlin)
- Verlag Schnell & Steiner (1933, Regensburg)
- Hatje Cantz Verlag (1945, 1990 Stuttgart)
- Hirmer Verlag (1948, München)
- Klinkhardt & Biermann (1907, Leipzig)
- Verlag der Kunst (1952, Dresden)
- DuMont Buchverlag (1956, Köln)
- Deutscher Verlag für Kunstwissenschaft (1964, Berlin)
- Buchhandlung Walther König (1969, 1983 Köln)
- Steidl (1972, Göttingen)
- Englisch Verlag (1973, Wiesbaden)
- Schirmer/Mosel Verlag (1974, München)
- TASCHEN (1980, Köln)
- Kerber Verlag (1985, Bielefeld)
- Wiens Verlag (1988, Berlin)
- Sandstein Verlag (1990, Dresden)

- Chorus Verlag (1995, Mainz)

- Salon Verlag & Edition (1995, Köln)
- Die Gestalten Verlag (1995, Berlin)
- Kunstverlag Josef Fink (1996, Lindenberg im Allgäu)
- Michael Imhof Verlag (1996, Petersberg)
- Revolver Publishing (1998 in Frankfurt am Main)
- The Green Box - Kunst Editionen (2005, Berlin)
- Argobooks (2007, Berlin)
- Spector Books (2008, Leipzig)
- Edition Taube (2009, München, Zürich)
- Die Neue Sachlichkeit (2009, Lindlar)
- Distanz Verlag (2010, Berlin)
- Geymüller Verlag für Architektur (2012, Aachen, Berlin)
- Sieveking Verlag (2013, München)

## Kunstbuchverlage in Österreich
- Anton Schroll & Co. (1884, Wien)
- Verlag für Moderne Kunst (1974, Wien)
- Mark Pezinger Verlag (2008, Wien)

## Kunstbuchverlage in der Schweiz
- Vexer Verlag (1985, St. Gallen)
- Edition Patrick Frey (1986, Zürich)
- Edizioni Periferia (1992, Luzern)
- Edition Fink (1994, Zürich)
- Edition Haus am Gern (2001, Biel)
- Nieves (2001, Zürich)
- JRP Ringier (2004, Zürich)
- Kodoji Press (2007, Baden)